# Primärthermometer
Als Primärthermometer werden Messinstrumente bezeichnet, die eine Bestimmung der absoluten Temperatur ohne vorherige Kalibrierung an anderen Thermometern erlauben. In allen Fällen werden dabei physikalische Größen gemessen, die über fundamentale physikalische Beziehungen mit der Temperatur verknüpft sind. Da ihr Einsatz oft einen hohen experimentellen Aufwand bedeutet, werden in der Praxis überwiegend Sekundärthermometer eingesetzt, also Thermometer, die kalibriert werden müssen.

## Beispiele für Primärthermometer
- Gasthermometer
- Pyrometer (Strahlungsthermometer)
- Dampfdruckthermometer
- ³He-Schmelzkurventhermometer
- elektrisches Rauschthermometer
- Supraleiter-Fixpunkt-Thermometer
- Kernorientierungthermometer